# به نظر می‌رسد می‌تواند بکشد (فیلم ۱۹۹۱)
به نظر می‌رسد می‌تواند بکشد (به انگلیسی: If Looks Could Kill) فیلمی محصول سال ۱۹۹۱ و به کارگردانی ویلیام دیر است. در این فیلم بازیگرانی همچون ریچارد گریکو، لیندا هانت، راجر ریس، روبن بارتلت، گابریل انور، جرالدین جیمز، تام راک، فردریک کافین، راجر دالتری و سینتیا پرستون ایفای نقش کرده‌اند.